# PGC 72675
LEDA/PGC 72675 ist eine irreguläre Galaxie vom Hubble-Typ IBm im Sternbild Tukan am Südsternhimmel. Sie ist schätzungsweise 23 Millionen Lichtjahre von der Milchstraße entfernt.